# Feniks Podmanasterz
Feniks Podmanasterz (ukr. ФК «Фенікс» Підмонастир) – ukraiński klub piłkarski, mający siedzibę we wsi Podmanasterz, w obwodzie lwowskim, na zachodzie kraju, grający w sezonie 2021/22 w rozgrywkach Pucharu Ukrainy.

## Historia
Chronologia nazw:
- 2014: Feniks-Stefano Podmanasterz (ukr. ФК «Фенікс-Стефано» Підмонастир)
- 2020: Demnia-Feniks Demnia/Podmanasterz (ukr. СКК «Демня-Фенікс» (Демня/Підмонастир)) – po fuzji z SKK Demnia
- 2021: Feniks Podmanasterz (ukr. ФК «Фенікс» Підмонастир)

Klub piłkarski Feniks-Stefano został założony w miejscowości Podmanasterz w 2014 roku. Początkowo zespół występował w niższych ligach mistrzostw obwodu lwowskiego. W 2017 debiutował w Premier-lidze obwodu lwowskiego, zajmując czwarte miejsce. W 2020 nastąpiła fuzja z SKK Demnia, w wyniku czego klub występował z nazwą Demnia-Feniks. Po roku fuzja rozpadła się i od 2021 roku klub nazywał się Feniks. W sezonie 2020/21 startował w rozgrywkach Pucharu Ukrainy wśród amatorów. Jako jeden z półfinalistów otrzymał możliwość występu w rozgrywkach Pucharu Ukrainy.

## Barwy klubowe, strój, herb, hymn
|  |  |

Klub ma barwy żółto-czerwone. Piłkarze domowe spotkania zazwyczaj grają w czerwonych koszulkach, czarnych spodenkach oraz czerwonych getrach.

## Sukcesy

### Trofea międzynarodowe
Do chwili obecnej klub jeszcze nigdy nie zakwalifikował się do rozgrywek europejskich.

### Trofea krajowe
| \| \| Zdobyte trofea w rozgrywkach Ukrainy (stan na: 31-05-2021) \| |                                                            |         |          |
| Rozgrywki                                                           | Osiągnięcie                                                | Razy    | Sezon(y) |
| · Mistrzostwo                                                       | I miejsce                                                  | 0       |          |
| · Mistrzostwo                                                       | II miejsce                                                 | 0       |          |
| · Mistrzostwo                                                       | III miejsce                                                | 0       |          |
| Puchar                                                              | zdobywca                                                   | 0       |          |
| Puchar                                                              | finalista                                                  | 0       |          |
| Puchar                                                              | 1/32 finału                                                | 2021/22 |          |
| II liga                                                             | I miejsce                                                  | 0       |          |
| II liga                                                             | II miejsce                                                 | 0       |          |
| II liga                                                             | III miejsce                                                | 0       |          |
| Ukraina                                                             | Zdobyte trofea w rozgrywkach Ukrainy (stan na: 31-05-2021) |         |          |

- Amatorski Puchar Ukrainy:
  - półfinalista (1x): 2020/21

- Mistrzostwa obwodu lwowskiego:
  - 4.miejsce (4x): 2017, 2018, 2019, 2020 (gr.B)

- Puchar wiosny obwodu sumskiego:
  - zdobywca (1x): 2019

- Memoriał Justa:
  - zwycięzca (1x): 2020

## Poszczególne sezony

### Rozgrywki międzynarodowe

#### Europejskie puchary
Nie uczestniczył w rozgrywkach europejskich.

### Rozgrywki krajowe
| \| Ukraina \| Bilans występów klubu w rozgrywkach piłkarskich Ukrainy (Stan na 22 lipca 2021 r.) \| \| |                                                                                    |        |       |   |   |   |    |    |     |         |        |        |      |
| Poziom                                                                                                 | Rozgrywki                                                                          | Sezony | Mecze | Z | R | P | B+ | B– | Pkt | Lata    | Awanse | Spadki | Naj. |
| I | Premier-liha                                                                       | 0      |       |   |   |   |    |    |     |         | 0      | 0      |      |
| II | Persza liha                                                                        | 0      |       |   |   |   |    |    |     |         | 0      | 0      |      |
| III | Druha liha                                                                         | 0      |       |   |   |   |    |    |     |         | 0      | 0      |      |
| IV | Amatorska liha                                                                     | 0      |       |   |   |   |    |    |     |         | 0      | 0      |      |
| | Puchar Ukrainy                                                                     | 1      |       |   |   |   |    |    |     | od 2021 | 0      | 0      | 1/32 |
| Ukraina                                                                                                | Bilans występów klubu w rozgrywkach piłkarskich Ukrainy (Stan na 22 lipca 2021 r.) |        |       |   |   |   |    |    |     |         |        |        |      |

## Piłkarze, trenerzy, prezydenci i właściciele klubu

### Trenerzy
- 2019–...:  Andrij Czich

### Prezydenci
- 2014–...:  Stepan Pyłyp

## Struktura klubu

### Stadion
Klub piłkarski rozgrywa swoje mecze domowe na stadionie Skif w Podmanasterzu, który może pomieścić 300 widzów.

## Kibice i rywalizacja z innymi klubami

### Derby
- FK Mikołajów
- SKK Demnia